# تيك سوب
مؤسسة تيك سوب (TechSoup) العالمية أُسست في عام 1987م على أنها مشروع حاسوبي. وهي حالياً شبكة تحمل الرمز 501(c)(3) في القانون الأمريكي؛ وتتضمن أكثر من 63 منظمة غير حكومية تخدم في 121 دولة حول العالم، في أفريقيا والأمريكتين وآسيا والمحيط الهادئ وأوروبا والشرق الأوسط، وتشتمل قدرات هذه المؤسسة العالمية على تطوير العمل الخيري عبر التقنية، وتوفير خدمات المنظمات الغير حكومية إلى الشركات والمؤسسات، وكذلك جمع وتحليل وتوزيع بيانات القطاع الخيري إلى العالم، وتحفيز الابتكارات التقنية في دعم القطاع الغير ربحي، ودعم العمل الاجتماعي في الشركات والمؤسسات الخاصة والحكومية. وتصف هذه المؤسسة نفسها بأنها رابط بين قطاعات العمل في الدول، وتحمل المؤسسة شراكات مع أكثر من 100 شركة تقنية حول العالم، مثل مايكروسوفت وجوجل وأدوبي وسيمانتك وسيسكو وغيرها.